# روجر بدر
روجر بدر هو مدرب رياضي سويسري، ولد في 29 سبتمبر 1964 في فينترتور في سويسرا.

## وصلات خارجية
- روجر بدر على موقع EliteProspects.com (الإنجليزية)